# Гури-Пенховські
Гури-Пенховські (пол. Góry Pęchowskie) — село в Польщі, у гміні Клімонтув Сандомирського повіту Свентокшиського воєводства.
Населення — 61 особа (2011).
У 1975-1998 роках село належало до Тарнобжезького воєводства.

## Демографія
Демографічна структура на день 31 березня 2011 року:
|          | Загалом | Допрацездатний вік | Працездатний вік | Постпрацездатний вік |
| -------- | ------- | ------------------ | ---------------- | -------------------- |
| Чоловіки | 31      | 8                  | 17               | 6                    |
| Жінки    | 30      | 8                  | 14               | 8                    |
| Разом    | 61      | 16                 | 31               | 14                   |